# Gołaszowiec
Gołaszowiec – część miasta Łukowa, położona w jego środkowozachodniej części, w pobliżu niewielkiej ulicy Gołaszówiec.